# Bapča
 Bapča  falu Horvátországban Zágráb megyében. Közigazgatásilag Velika Goricához tartozik.

## Fekvése
Zágráb központjától 12 km-re délkeletre, községközpontjától 4 km-re északkeletre, a Túrmező (Turopolje) síkságán a zágrábi repülőtér közelében  fekszik.

## Története
A római korban itt vezetett át a Dalmáciából Siscián keresztül Poetovióba vezető kereskedelmi út. 1225-ben IV. Béla még szlavón hercegként a zágrábi várhoz tartozó egyes jobbágyokat nemesi rangra emelt, akik mentesültek a várispánok joghatósága alól és a zágrábi mező (Campi Zagrabiensis) nemeseinek közössége, azaz saját maguk által választott saját joghatóság (comes terrestris) alá kerültek. Bapča is az így megalakított Túrmezei Nemesi Kerület egyik települése lett, melynek 1428-ban Ivan Mali személyében választott ispánt is adott. A továbbiakban Bapča is osztozott a kerület településeinek sorsában. Neve még birtokként 1410-ben „Babcha praedium inter fluvius Coznicha et Bakaria” néven tűnik fel először. 1458-ban "praedium Babchya", 1482-ben "Bapcha", 1486-ban "Balbcha", 1520-ban "Babcha", 1576-ban "Babpcha", 1607-ben "Babcha", 1783-ban "Babcsa" néven említik. 1857-ben 63, 1910-ben 102 lakosa volt. Trianon előtt Zágráb vármegye Nagygoricai járásához tartozott. 2001-ben 151 lakosa volt.

## Lakosság
| Lakosság változása | Lakosság változása | Lakosság változása | Lakosság változása | Lakosság változása | Lakosság változása | Lakosság változása | Lakosság változása | Lakosság változása | Lakosság változása | Lakosság változása | Lakosság változása | Lakosság változása | Lakosság változása | Lakosság változása |
| ------------------ | ------------------ | ------------------ | ------------------ | ------------------ | ------------------ | ------------------ | ------------------ | ------------------ | ------------------ | ------------------ | ------------------ | ------------------ | ------------------ | ------------------ |
| 1857               | 1869               | 1880               | 1890               | 1900               | 1910               | 1921               | 1931               | 1948               | 1953               | 1961               | 1971               | 1981               | 1991               | 2001               |
| 63                 | 65                 | 72                 | 83                 | 99                 | 102                | 104                | 117                | 145                | 139                | 129                | 139                | 122                | 139                | 151                |

## Külső hivatkozások
- Velika Gorica hivatalos oldala
- Velika Gorica turisztikai egyesületének honlapja
- A Túrmező története